# Constantin Stanciu
Constantin Stanciu (Bukarest, 1911. április 23. – ?), román válogatott labdarúgó.
A román válogatott tagjaként részt vett az 1930-as világbajnokságon.

## Sikerei, díjai
Venus București
- Román bajnok (3): 1928–29, 1931–32, 1933–34